# Bataille de Sinope
Guerre de Crimée
Batailles
- Isaccea (10-1853)
- Oltenița (11-1853)
- Pitsounda (11-1853)
- Sinope (11-1853)
- Cetate (12-1853)
- Silistra (04-1854)
- Kurekdere (08-1854)
- Bomarsund (08-1854)
- Petropavlovsk (08-1854)
- Alma (09-1854)
- Sébastopol (10-1854)
- Balaklava (10-1854)
- Inkerman (11-1854)
- Eupatoria (02-1855)
- Taganrog (05-1855)
- Kars (07-1855)
- Tchernaïa (08-1855)
- Malakoff (09-1855)
- Kanghil (09-1855)
- Kinbourn (10-1855)

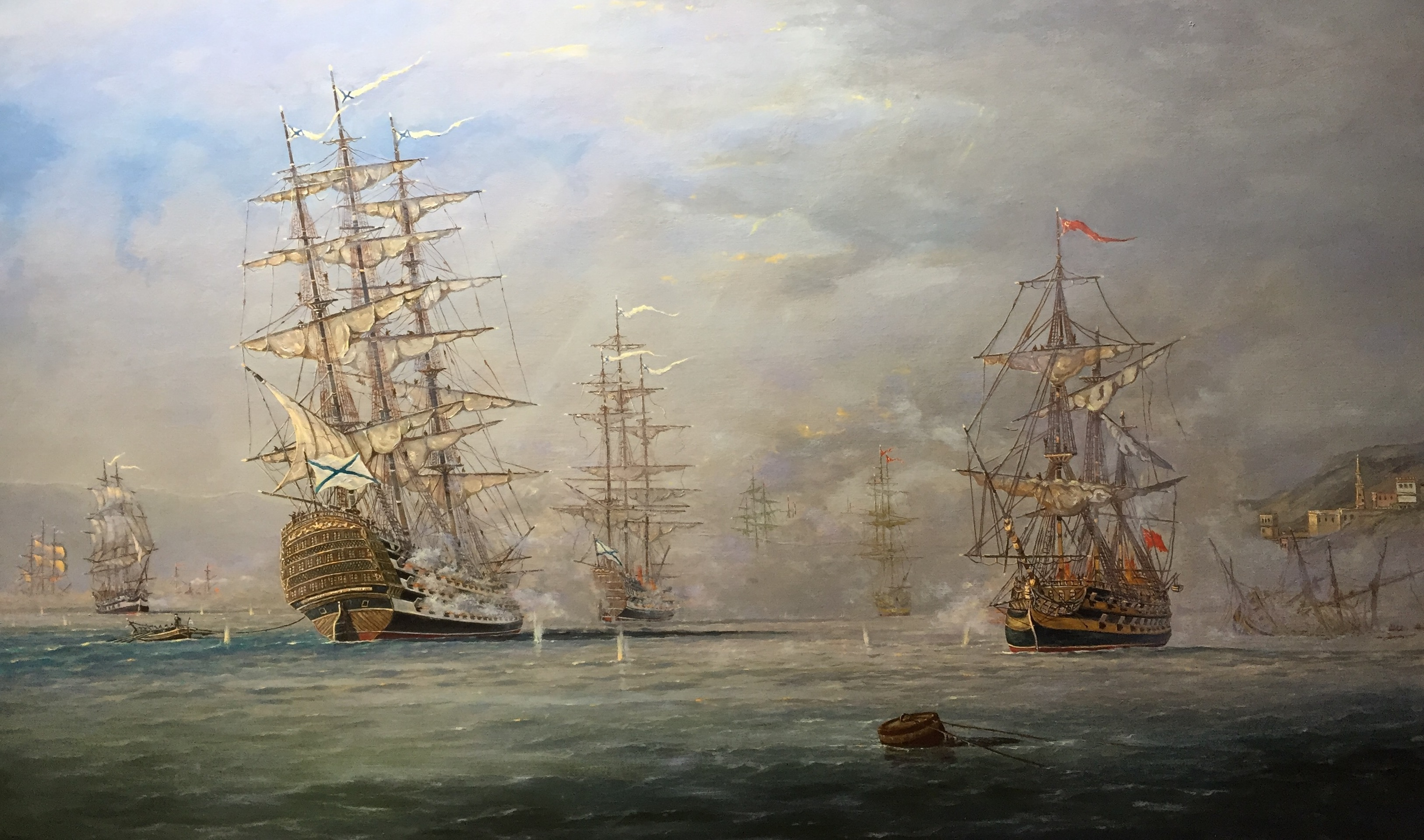
Vladimir Kosov. Bataille de Sinop.

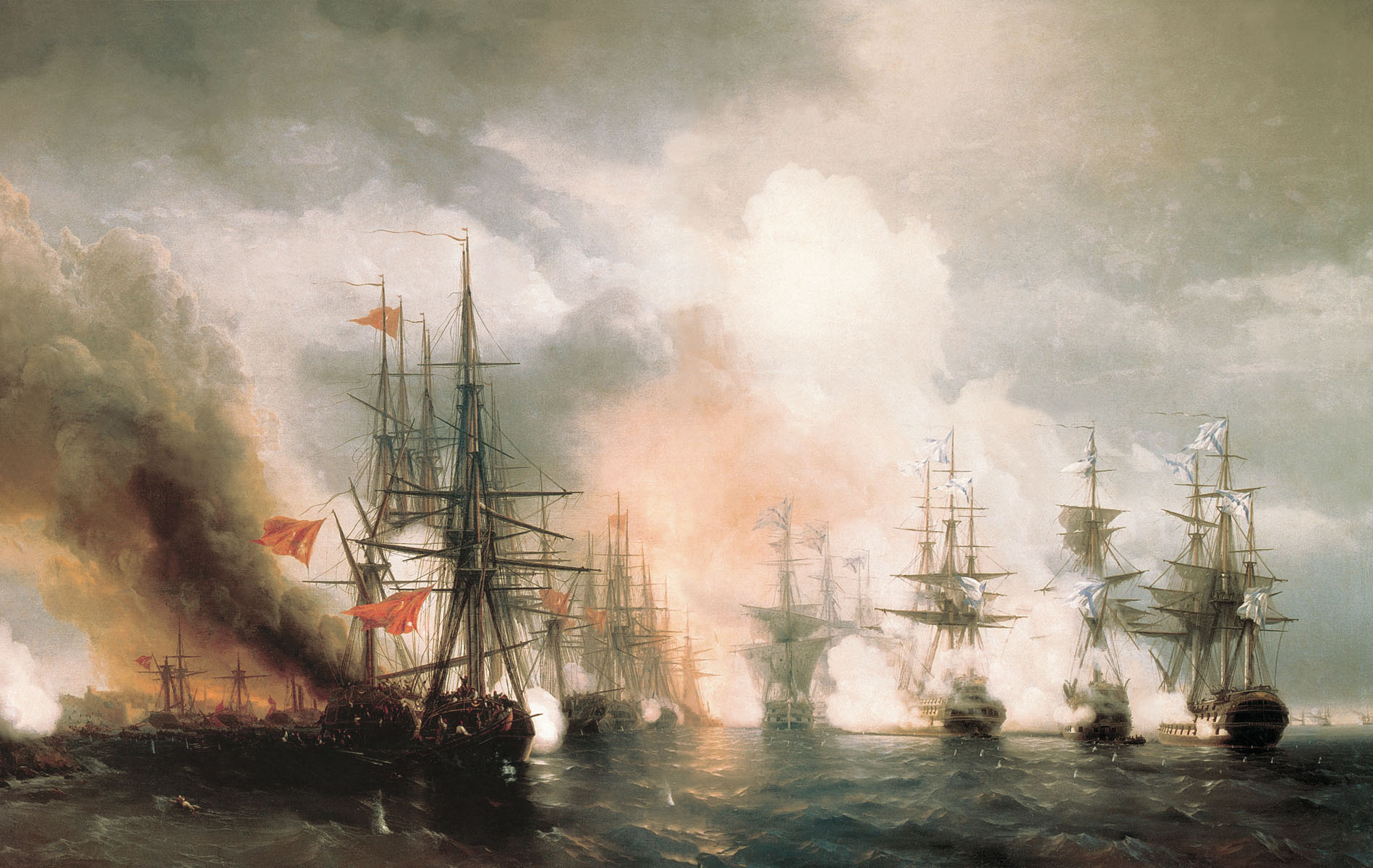
Ivan Aïvazovski."Bataille de Sinope".1853. Huile sur toile. 220 × 400 cm Musée central de la Marine de guerre, Saint-Pétersbourg

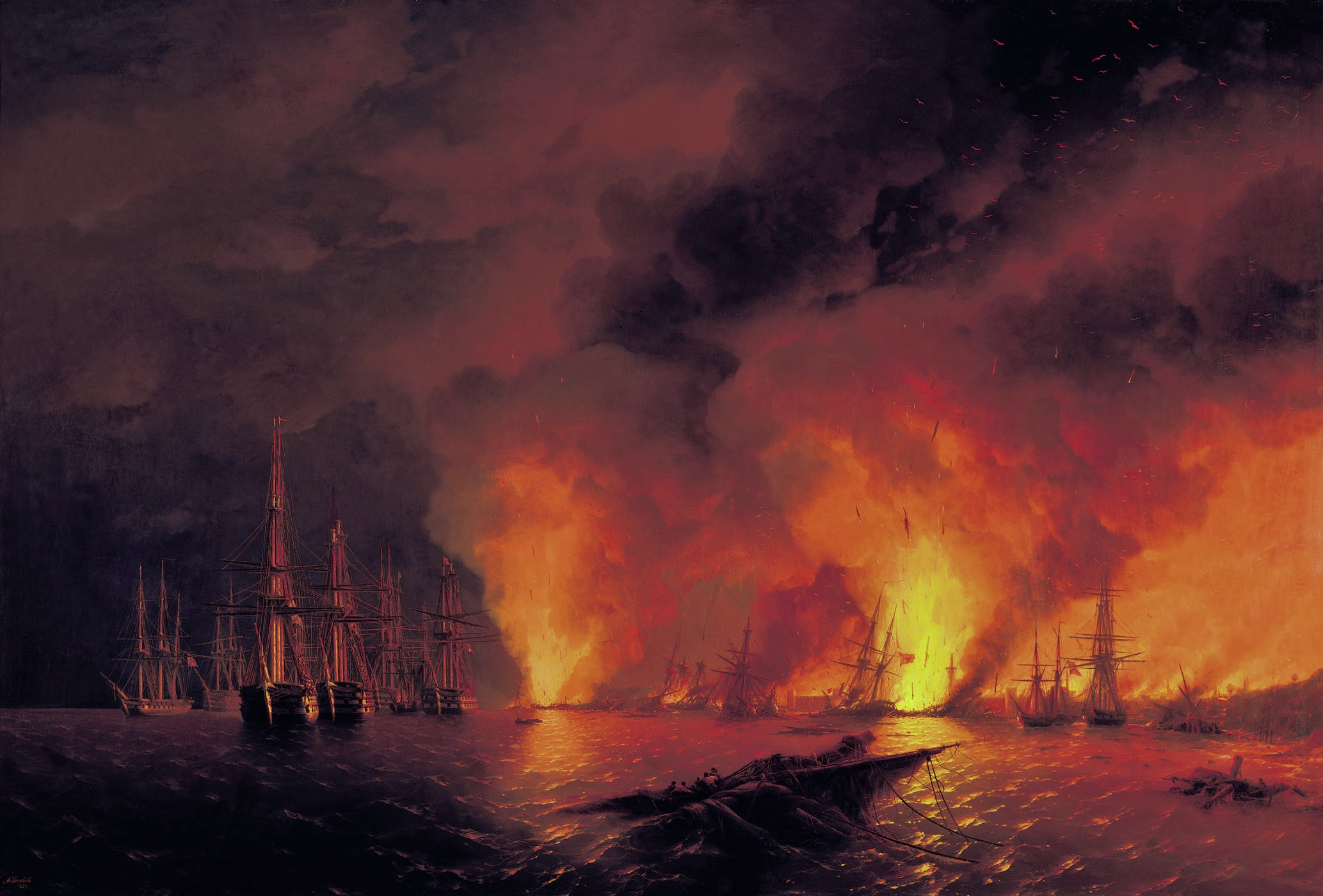
Ivan Aïvazovski."Bataille de Sinope le 18 novembre 1853 (Nuit après la bataille)".1853. Huile sur toile. 220 × 331 cm Musée central de la Marine de guerre, Saint-Pétersbourg

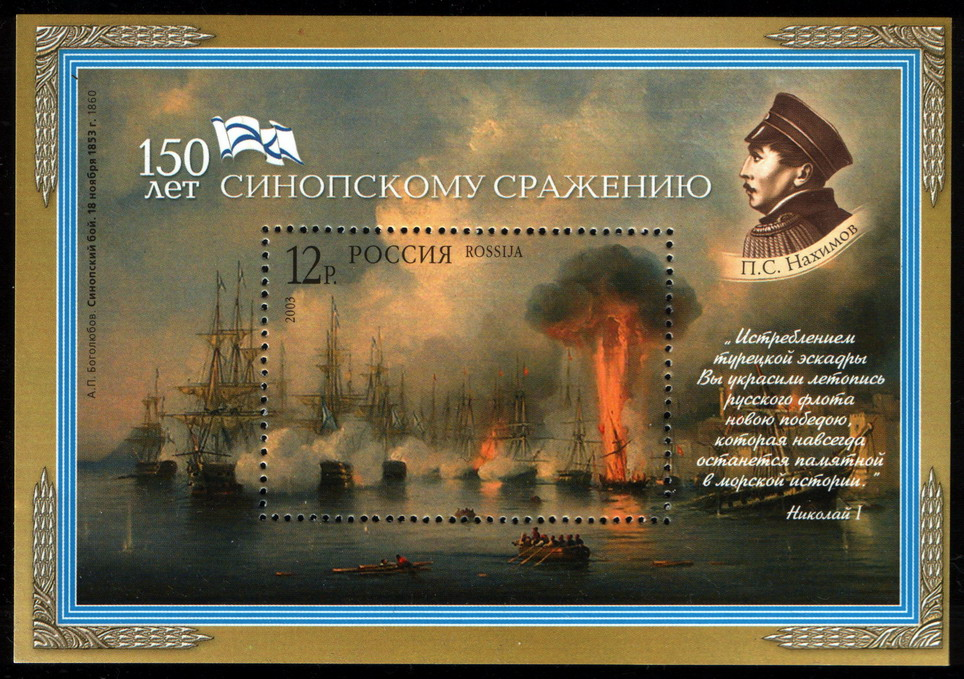
Timbre de la Russie, bataille de Sinope, 2003 (Michel № 1128, Scott № 6800).

La bataille de Sinope est une bataille navale qui eut lieu le 30 novembre 1853, dans le port de Sinope, dans le nord de la Turquie, pendant la guerre de Crimée (1853-1855). Elle est considérée comme la dernière grande bataille de la marine à voiles et c'est le premier engagement majeur du conflit.
Depuis quelques semaines, plusieurs escarmouches avaient opposé en mer Noire la marine impériale russe et la marine ottomane (combat de Pitsounda). Les Turcs décidèrent de renforcer leur dispositif dans la région et plusieurs escadres furent donc envoyées croiser, dont celle de l'amiral Osman Pacha, qui mouilla à Sinope, rejoignant la frégate Kaid Zafer, qui avait fait partie d'une patrouille précédente et s'y trouvait déjà. Une frégate à vapeur (probablement la Taif), vint peu après grossir la flotte ottomane. Les Turcs auraient également souhaité envoyer des navires de ligne à Sinope, mais ils en furent dissuadés par l'ambassadeur britannique en poste à Constantinople. En effet, le Royaume-Uni et la France soutenaient l'Empire ottoman contre l'Empire russe mais ne voulaient pas la guerre ; quand il devint probable qu'elle allait néanmoins éclater, ils firent tout ce qui était en leur pouvoir pour que la Russie fût à l'origine du casus belli.
La flotte de la mer Noire russe, commandée par l'amiral Pavel Nakhimov, pénétra dans le port de Sinope, en deux lignes, composée de 3 navires de ligne chacune, et mouilla en face de la ligne ottomane. La bataille dura une heure. Les Russes utilisèrent des obus explosifs Paixhans pour détruire les navires ottomans, et seule la Taif échappa au désastre et réussit à rejoindre Constantinople le 2 décembre, poursuivie par les vapeurs russes.
Les actions de la flotte russe ont provoqué une réaction extrêmement négative dans la presse britannique, y recevant le nom de "Massacre de Sinope" (« Massacre of Sinope »). En effet, alors que la bataille était gagnée dès 13h30, les tirs russes continuent jusqu’à 16h. Détruisant l’ensemble de la flotte ottomane, incapable de répondre.
Aussi, les destructions propageront un incendie dans la ville.
C'est finalement la raison pour laquelle la Grande-Bretagne et la France entrent en guerre (en mars 1854) aux côtés de l'Empire ottoman.

## Navires engagés

### Russie
Navires de ligne
- Grand-duc Constantin (Veliky Kniaz Konstantin), 120 canons
- Tri Sviatitelia, 120 canons
- Ville de Paris (Parij), 120 canons (vice-amiral)
- Impératrice Marie (Imperatriitsa Maria), 84 canons (Amiral)
- Tchesma, 84 canons
- Rostislav, 84 canons

Frégates
- Koulevtcha, 54 canons
- Kagoul, 44 canons

Navire de guerre à vapeur
- Odessa, 4 canons
- Crimée (Krym), 4 canons
- Chersonèse (Khersones), 4 canons

### Empire ottoman
Frégates
- Avni Illah, 44 canons
- Fazl Illah, 44 canons (à l'origine le Rafail, capturé pendant la guerre de 1828-1829)
- Nizamieh, 62 canons
- Nessin Zafer, 60 canons
- Navek Bahri, 58 canons
- Damiat, 56 canons (égyptien)
- Kaid Zafer, 54 canons

Corvettes
- Nejm Fishan, 24 canons
- Feyz Mabud, 24 canons
- Kel Safid, 22 canons

Frégates/corvettes à vapeur
- Taif, 12 canons
- Erkelye, 10 canons